# Brünisried
Brünisried est une localité et une commune suisse du canton de Fribourg, située dans le district de la Singine.

## Géographie
Brünisried mesure 325 ha. 8,3 % de cette superficie correspond à des surfaces d'habitat ou d'infrastructure, 72,5 % à des surfaces agricoles et 19,1 % à des surfaces boisées.
En plus du village de Brünisried, la commune comprend les hameaux de Berg, Holzgassa et Menzisberg.
Brünisried est limitrophe de Dirlaret, Planfayon, Saint-Ours et Tavel.

## Démographie
Brünisried compte 694 habitants en 2022. Sa densité de population atteint 214 hab./km2. 
Le graphique suivant résume l'évolution de la population de Brünisried entre 1850 et 2008 :

## Personnalités
- Pascal Jenny, un ancien footballeur suisse

## Culture et patrimoine
- Fête de Saint-Antoine à la chapelle de Brünisried (Buchenkapelle).